# Internationaler Naturpark Bourtanger Moor-Bargerveen

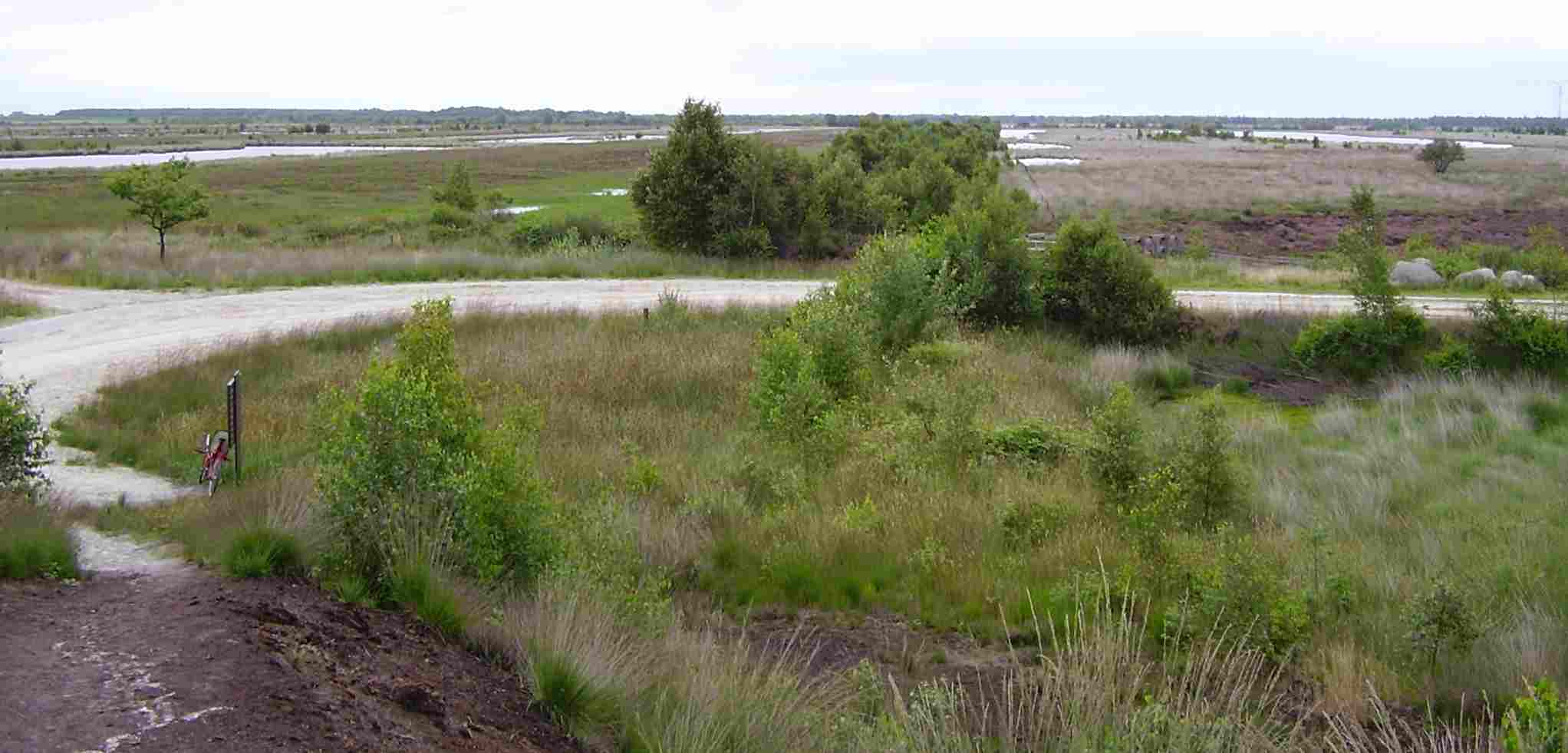
Aussicht über das Bargerveen

Hochmoor im Emsland (Renaturierungsfläche)

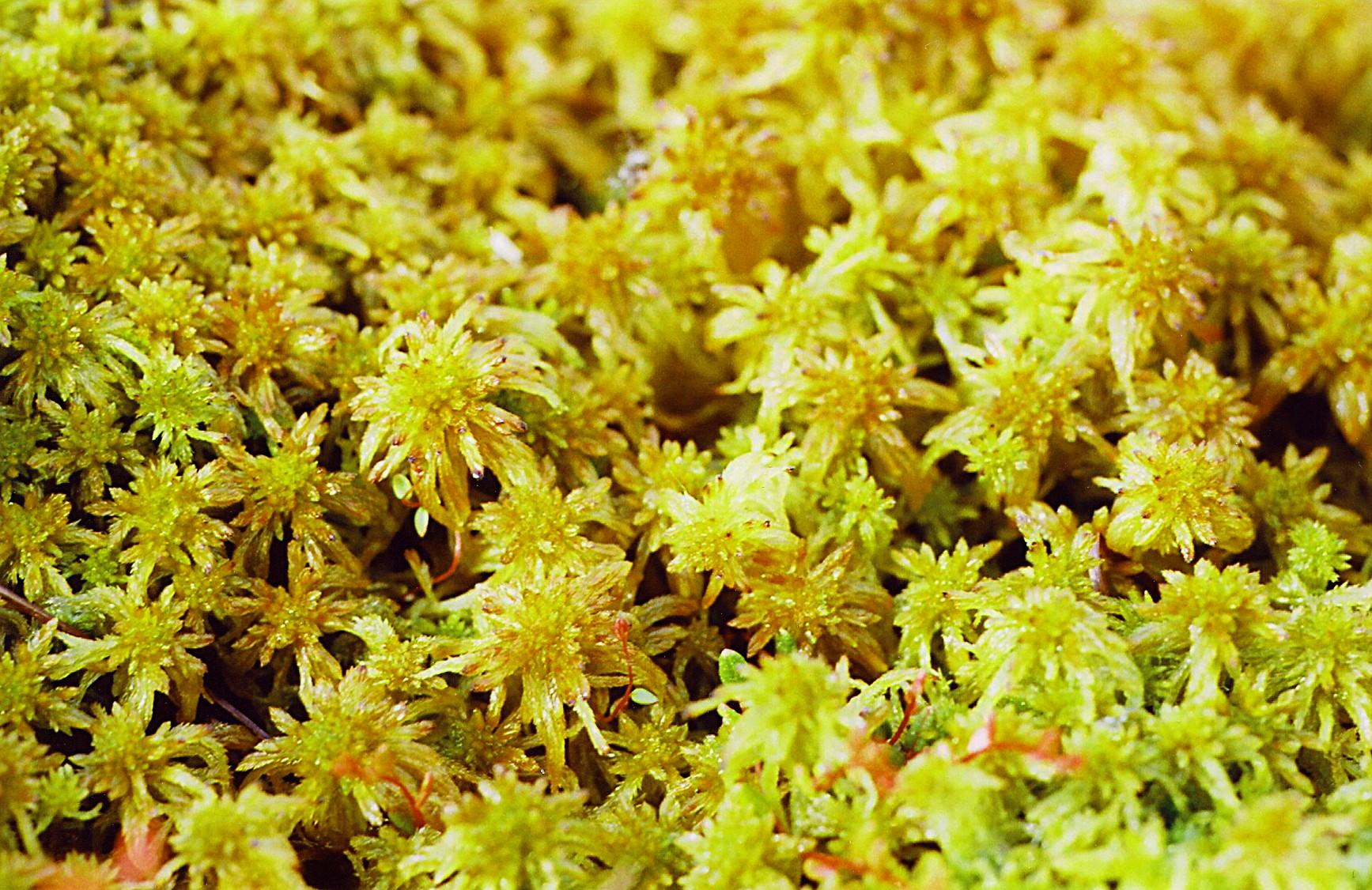
Torfmoos ist in sauren Hochmooren die wichtigste torfbildende Pflanze

Der Internationale Naturpark Bourtanger Moor-Bargerveen ist ein 2006 gegründeter Naturpark im Westen des deutschen Bundeslandes Niedersachsen sowie im Nordosten der Niederlande. Er erstreckt sich über Teile der niedersächsischen Landkreise Emsland und Grafschaft Bentheim sowie über Teile der niederländischen Provinz Drenthe und ist bei dünner Besiedlung von Mooren, Heideflächen, Wasserflächen und Kanälen sowie von Landwirtschaft, Wäldern und Torfabbau geprägt. Eine weitere geläufige Bezeichnung lautet Internationaler Naturpark Moor.
In die Erhaltung der Naturlandschaften und in den grenzüberschreitenden Ausbau der touristischen Infrastruktur investierten der Europäische Fonds für Regionale Entwicklung (EFRE), die Provinz Drenthe und das Land Niedersachsen zuletzt 6,5 Millionen Euro im Rahmen des Projekts Grenzenlos Moor, das bis Ende 2019 umgesetzt wurde. Unter anderem wurden das grenzüberschreitende Rad- und Wanderwegenetzes ausgebaut und einheitlich beschildert. Zudem wurden die Info- und Erlebnisangebote der acht Naturpark-Anlaufstellen beiderseits der Grenze, der sogenannten Moorpforten, vernetzt und teilweise erweitert.

## Geographie
Der insgesamt 140 km² große Naturpark umfasst den südlichen Teil des ehemals rund 1.200 km² großen Bourtanger Moores westlich der Ems und beiderseits der deutsch-niederländischen Grenze. Bis zu seiner Kultivierung ab Mitte des 19. Jahrhunderts war es das größte zusammenhängende Hochmoor Mitteleuropas. Der niederländische Teil des Naturparks Moor heißt Bargerveen und ist rund 26 km² groß. Twist ist die einzige Gemeinde, die vollständig innerhalb des Naturparkgebietes liegt.

### Landschaftsbild
Der Charakter einer Moorlandschaft ist vielerorts im Naturpark erhalten, auch wenn Menschen die Region seit Mitte des 19. Jahrhunderts stark veränderten. Neben ursprünglichen und renaturierten Hochmooren gibt es vor allem Wälder, Heide, Äcker und Weiden. Da die unterschiedlichen Natur- und Kulturflächen vielerorts durch die typisch schnurgeraden Entwässerungskanäle getrennt sind, entsteht der Eindruck eines kleinteiligen Landschafts-Mosaiks. Charakteristisch sind zudem die langgestreckten Siedlungen, die entlang der Kanäle wuchsen, sowie die weiten, vollkommen ebenen Moorflächen, auf denen weder Baum noch Strauch den Blick verstellen.

### Erdgeschichtliche Entwicklung
Als vor rund 10.000 Jahren die Weichsel-Eiszeit endete, taute nach mehr als 100.000 Jahren das Eis und es bildeten sich zahlreiche Schmelzwasser-Seen. Zu den ersten Pflanzen an diesen Gewässern gehörten Schilf und andere Röhricht-Gewächse, deren abgestorbene Reste die Grundlage des Moor-Wachstums bildeten: Am Grund der Seen zersetzten sich die Pflanzenteile nur unvollständig und bildeten eine erste Torfschicht. Typisch für solche Niedermoore ist, dass sie nicht mit dem nährstoffreichen Grundwasser in Kontakt kommen. So entsteht ein saurer, nährstoff- und sauerstoffarmer Lebensraum, in dem sich ausschließlich Torfmoose ansiedeln. Auch deren abgestorbene Reste zersetzen sich nur unvollständig, bilden ebenfalls Torf und ließen so die Hochmoore im Naturpark-Gebiet anwachsen.

## Flora und Fauna
Im Internationalen Naturpark Moor liegen verschiedene ökologische und hydrologische Moortypen vor, die teilweise von Wald, Heide oder Ackerland begrenzt werden. In dieser großenteils nährstoffarmen Landschaft existieren verschiedene hochspezialisierte und daher gefährdete Arten: u. a. die Ringelnatter (Natrix natrix), die Kreuzotter (Vipera berus), die Waldeidechse (Zootoca vivipara), der Ziegenmelker (Caprimulgus europaeus) und die Sumpfohreule (Asio flammeus) sowie Torfmoosrasen, das Schmalblättrige Wollgras (Eriophorum angustifolium) und der Sonnentau (Drosera). Mehr als 280 Vogelarten sind im Naturpark Moor heimisch, der zudem eine wichtige Raststation für zahlreiche Zugvogelarten ist.

## Lebensräume und Schutzgebiete
Naturschutzgebiete nehmen rund 45 % der Parkfläche ein. Das größte davon ist mit 2.500 Hektar das Natura 2000-Gebiet Bargerveen. Bereits Ende der 1960er Jahre, nachdem das Hochmoor abgetorft war, begann die niederländische Forstverwaltung mit der Wiedervernässung des heutigen Naturschutzgebietes Bargerveen, das im Rahmen der Europäischen Vogelschutzrichtlinie zum speziellen Schutzgebiet ernannt und zum wichtigen Feuchtgebiet erklärt wurde. Neben weiten Wasserflächen und renaturierten Mooren gehört zum Schutzgebiet auch eine 700 Hektar große feuchte Heidefläche, deren hoher Grundwasserspiegel eine wichtige Rolle bei der Erhaltung der angrenzenden Hochmoore spielt.
Im Rahmen des EU-Förderprojekts Grenzenlos Moor wurde hier der Schafstall errichtet, der beides ist: Ausflugsziel und Herzstück der Bemühungen um den Erhalt dieser reiz- und wertvollen Heidelandschaft. Rund 1.000 Schafe und etwa 100 Rinder weiden auf der Fläche und verhindern so ein Zuwachsen mit Bäumen und Sträuchern.
Das 1.580 Hektar große Dalum-Wietmarscher Moor ist ebenfalls ein EU-Vogelschutzgebiet, in dem vor allem Wiesen- und Watvögel wie Kiebitz und Rotschenkel brüten. Abgetorfte und wiedervernässte Flächen bilden den fast vegetationslosen Kern des Schutzgebiets. An seinen Rändern gibt es sowohl feuchte Standorte als auch Grünlandbiotope und unterschiedliche Heidelandschaften, die ebenfalls von Schafen baumfrei gehalten werden.
Auch das Naturschutzgebiet Rühler Moor (708 Hektar) zeigt die typische Biotop-Vielfalt eines Moorgebiets, in dem jahrzehntelang und noch bis 2023 Torf abgebaut wurde und wird. Unterschiedliche Renaturierungs-Maßnahmen sorgen für einen hohen Wasserstand, so dass sich in überstauten und nassen Bereichen neues Moor entwickeln kann. Prägend sind zudem unterschiedlich dichte Gehölze aus Moorbirke (Betula pubescens) und Waldkiefer (Pinus sylvestris).
Noch bis 2023 wird auch in den Naturschutzgebieten Provinzialmoor (530 Hektar) und Wesuweer Moor (409 Hektar) Torf abgebaut. Parallel findet auch hier bereits eine Renaturierung statt. Zudem lassen sich Flächen mit naturnahem Hochmoor, Wollgras- und Heideflächen sowie kleinere Lärchenwälder und Laubwald-Jungbestände entdecken.
Weitere Naturschutzgebiete sind das Geestmoor (260 Hektar), das Südliche Versener Moor (112 Hektar), der Versener Heidesee (40 Hektar), die Hengstkampkuhlen (40 Hektar) und der Meerkolk (34 Hektar).

## Geschichte
Über das Mittelalter hinaus spielte das Moor für Menschen allenfalls als Schauplatz für Gruselgeschichten eine Rolle. Eine Besiedlung der unfruchtbaren und unwegsamen Landstriche kam nicht in Frage und Torf, der als Brennstoff durchaus begehrt war, wurde nur in den Randbereichen gestochen.

### Frühe Neuzeit
Die systematische Kolonisierung des Bourtanger Moores setzte erst zu Beginn des 17. Jahrhunderts ein: An seinem Nordrand wurden 1599 Oude Pekela und 1630 weiter östlich Papenburg als Fehnkolonien gegründet.
Im Bereich des heutigen Naturparks Moor begann die Kultivierung in großem Stil erst um die Mitte des 19. Jahrhunderts. Zuvor gab es lediglich räumlich eng begrenzte Versuche, den Boden durch Moorbrandkultur nutzbar zu machen: Nach oberflächlicher Entwässerung wurden Hochmoor-Flächen in Brand gesetzt; in der Asche gediehen Buchweizen, Weizen, Hafer und Kartoffeln. Spätestens im siebten Jahr jedoch waren die Böden ausgelaugt.
Nachhaltiger war die Fehnkultur. Dabei legte man zunächst Kanäle an, die dem Boden erstens das Wasser entzogen und auf denen sich zweitens mit Kähnen der Torf abtransportieren ließ. Die abgetorften Flächen wurden dann mit Schlick aus den Flüssen aufgefüllt. Dass diese Art der Kolonisierung mühsam war und erst in der Enkel-Generation gute Erträge abwarf, fasst dieses in der Region geflügelte Wort zusammen: „Dem Ersten der Tod, dem Zweiten die Not, dem Dritten das Brot“.

### 19. und 20. Jahrhundert
Die Nutzung von Mineraldünger (Guano) ab etwa 1880 ermöglichte die Deutsche Hochmoorkultur: Nach Entwässerung der obersten Moorschicht wurde die Vegetation beseitigt, dann der Boden gedüngt, so dass eine großflächige und intensive Landwirtschaft entstehen konnte. Auf Dauer jedoch schwand auch bei diesem Verfahren die Bodenqualität.
Während der NS-Diktatur befanden sich sechs der insgesamt 15 Emslandlager auf dem Gebiet des heutigen Naturparks Moor. Die alten Lagerfriedhöfe in Wesuwe, Versen, Fullen, Groß Hesepe, Dalum und Wietmarschen erinnern daran, dass hier Tausende von Menschen vieler Nationalitäten unter den unmenschlichen Bedingungen von Haft, Gefangenschaft und Zwangsarbeit in den Mooren litten und ihr Leben verloren.
In den 1950er Jahren begann mit staatlicher Förderung die Umsetzung des Emslandplans. Dessen zentrales Projekt: Nach der Entwässerung großer Moorflächen rissen mit Dampfkraft betriebene Tief-Pflüge das Moor bis zu zwei Meter tief auf, so dass sich der Torf mit dem Sand aus der Tiefe vermischte. So stiegen die landwirtschaftlichen Erträge deutlich und dauerhaft, weite Moorflächen jedoch gingen verloren.
Eine weitere wichtige Rolle beim wirtschaftlichen Aufschwung im Emsland spielte die Erdöl- und Erdgasförderung. Entdeckt wurden die Lagerstätten bereits 1938, die Förderung setzte jedoch erst während der 1950er Jahre ein und dauert bis heute an. Vor allem rund um Twist sind noch einige typische Fördermaschinen, die „Kopfnicker“, aktiv.
In den Niederlanden setzte bereits in den 1960er Jahren ein Umdenken ein, und der Torfabbau wurde eingestellt. Im heutigen Naturreservat Bargerveen mit seinen ursprünglichen bzw. renaturierten Mooren schüttete man Entwässerungsgräben zu und errichtete 40 km lange Dämme, um große Flächen wieder zu vernässen – mit Erfolg: Das Moor begann aufs Neue zu wachsen. Im Rahmen des EU-Förderprojekts Grenzenlos Moor entstand 2018 ein weiterer, rund 1,6 Kilometer langer Damm nahe der deutsch-niederländischen Grenze. Zusammen mit einer 65 Hektar großen Pufferzone samt Auffangbecken am Nordrand des Bargerveen sichert er den Erfolg der Moor-Renaturierung langfristig. Zugleich wird so das Risiko einer Überschwemmung in umliegenden Siedlungsgebieten und auf landwirtschaftlichen Flächen verhindert.
Auf deutscher Seite laufen erst seit den 1990er Jahren Trockenlegungs- und Kultivierungsmaßnahmen aus, so dass hier auf wiedervernässten Flächen noch ein recht frühes Stadium des Moorwachstums zu sehen ist. Der Torfabbau, den es nur noch auf kleinen Flächen gibt, endet in wenigen Jahren.

## Der Rote Franz
Im Sommer 1900 wurde im Bourtanger Moor bei Meppen-Versen eine mittlerweile etwa 1700 Jahre alte Moorleiche gefunden. Sie erhielt den Namen „Der Rote Franz“, da biologisch-chemische Vorgänge das Haar der männlichen Moorleiche im Morastwasser rotbraun färbten. Neue Untersuchungen haben gezeigt, dass der Mann ein Reiterkrieger war und durch einen Kehlschnitt starb. Der Rote Franz befindet sich heute im Niedersächsischen Landesmuseum in Hannover.

## Naturpark-Anlaufstellen
Die Geschichte sowie die Flora und Fauna der unterschiedlichen Natur- und Kulturlandschaften machen acht Naturpark-Anlaufstellen anschaulich. Fünf dieser Moorpforten gibt es auf niederländischer, drei auf deutscher Seite.

### Emsland Moormuseum
Den umfassendsten Überblick zur Kultivierung des Bourtanger Moores gibt das Emsland Moormuseum in Geeste. Die multimediale Ausstellung in zwei Hallen und auf einem großen Außengelände zeigt die komplette Geschichte von den ersten Kolonisten bis zum heutigen Schutz des Moores. Das beeindruckendste Schaustück ist der „Mammut“, der größte Pflug der Welt, mit dessen Hilfe in der Nachkriegszeit riesige Hochmoor-Flächen in Ackerland verwandelt wurden.

### Erdöl-Erdgas-Museum
Das Erdöl-Erdgas-Museum Twist zeigt die Geschichte der Erdöl- und Erdgasförderung im Emsland, die in den 1950er Jahren begann und bis heute andauert. Ausstellungsstücke im Museum und auf dem Freigelände führen sowohl die Fördertechnik als auch die erdgeschichtliche Entstehung von Öl und Erdgas vor Augen.

### Deutsch-Niederländisches Bienenzentrum
Die jüngste Moorpforte zeigt, welche Bedeutung die Imkerei in einer Region hatte, deren karge Böden ansonsten nur wenig Ertrag brachten: Der Verkauf von Heide-Honig und Wachs stellten eine wesentliche Einnahmequelle dar. Highlight der Ausstellung ist die begehbare Nachbildung eines Bienenstocks. Träger des Bienen-Zentrums, das auf einer historischen Hofstelle eingerichtet wurde, ist der deutsch-niederländische Verein Imme Bourtanger Moor. Er betreibt hier zudem ein Kompetenz-Zentrum in Sachen Bienen-Zucht und -Wanderung.

### Veenpark
Um Leben und Alltag der früheren Moorbauern geht es im Veenpark in Barger-Compascuum, dem größten Freilichtmuseum der Niederlande. Auf dem Gelände gibt es eine Schmalspurbahn, die Museumsdörfer 't Aole Compas und Bargermond, eine Torfstich-Stelle im Moor und Bootsfahrten auf der Veenvaart, dem König-Willem-Alexander-Kanal.

### Schmalspur-Museum
Das Schmalspur-Museum im niederländischen Erica ist dem ehemals wichtigsten Transportmittel im Moor gewidmet. In kleinen Moorbahnen fahren Gäste zu einer historischen Torfstreufabrik.

### Veenloopcentrum
Das Veenloopcentrum in Weiteveen ist ein zentraler Ausgangspunkt für geführte Wanderungen durch die Moorlandschaften.

### Collectie Brands
Das Museum Collectie Brands in Nieuw-Dordrecht ist das Ergebnis der 60 Jahre langen Sammelleidenschaft von Jans Brands, der unzählbare historische Kulturgüter im Drenthischen Moorland zusammentrug. Zu den Glanzstücken zählt ein mittelalterliches Vasallenregister. Anhand der Schaustücke erzählen Museumsführer die Geschichte der Region.

### Van-Gogh-Haus
Vincent van Gogh malte im Jahr 1883 drei Monate lang in Drenthe und logierte im Gasthaus von Hendrik Scholte in Nieuw-Amsterdam. Sein damaliges Zimmer wurde originalgetreu hergerichtet und gilt als einzige öffentlich zugängliche Wirkungsstätte des Künstlers in den Niederlanden.

## Sehenswürdigkeiten
- Emsland Moormuseum in Geeste-Groß Hesepe
- Erdgas-Erdölmuseum in Twist
- Schifffahrtsmuseum Haren (Ems)
- St. Martinus-Kirche in Haren (Ems)
- Wallfahrtskirche Wietmarschen und der historische Stiftsbereich des früheren Damenstifts
- Mersmühle mit Mühlenmuseum in Haren (Ems)
- Ferienzentrum Schloss Dankern
- Emsland Archäologie Museum Meppen

## Freizeitaktivitäten / Naturerleben
Der Naturpark Moor lässt sich per Rad oder wandernd erkunden – entweder auf Themen- und Erlebniswegen mit festen Stationen oder bei begleiteten Touren mit Naturparkführern. Zudem lässt sich die Region individuell mit Hilfe des Rad- bzw. Wanderknotenpunktsystems entdecken. Diese Art der Wegweisung stammt aus den Niederlanden und wurde bis 2018 flächendeckend und einheitlich im gesamten Naturparkgebiet eingeführt. Das Prinzip: Alle Weg-Kreuzungen sind durchnummeriert und mit Wegweisern versehen, die auf die nächsten Knotenpunkte verweisen. Als Wegbeschreibung einer vorab geplanten Route genügt also eine Zahlenreihe. Wer spontan unterwegs ist oder Abstecher machen will, muss sich lediglich die Nummern der abgefahrenen Knotenpunkte merken, um verlässlich den Rückweg zu finden.
Entlang der Wege gibt es einige Aussichtstürme und -hügel sowie Vogelbeobachtungspunkte. Zudem lassen sich die unterschiedlichen Naturräume auf beschilderten Themenwegen wie dem Naturlehrpfad moor land schaffen durch ein wiedervernässtes Moor in Twist erkunden. Der Moor-Energie-Erlebnispfad im Klein Heseper Moor zwischen Twist und Geeste macht an unterschiedlichen Erlebnisstationen zudem Themen wie Torfabbau, Erdöl-/ Erdgasförderung, Landwirtschaft, erneuerbare Energien und Hochmoorrenaturierung anschaulich. Im Fullener Wald zeigen Löwenzahnentdeckertouren, wie sich ein ehemaliges Torfabbaugebiet in einen artenreichen Mischwald verwandelt.